# Helena Cruz
Helena Cruz és una geògrafa catalana. Doctora en Geografia per la Universitat Autònoma de Barcelona (UAB), màster en Urban Management per l'Erasmus Universiteit Rotterdam i llicenciada en Geografia per la UAB. És especialista en ordenació del territori i planificació urbana, els seus àmbits de treball són el disseny i la governança de les polítiques urbanes i l’assessorament en projectes de transformació urbana, en estudis sociodemogràfics i en processos de participació ciutadana.
Ha estat investigadora a l'Institut de Govern i Polítiques Públiques (IGOP) de la UAB i a l'Institut d’Estudis Regionals i Metropolitans de Barcelona (IERMB). Amb anterioritat, ha estat professora del Departament de Geografia de la UAB i a l’Escola de Turisme Mediterrani (adscrita a la Universitat de Girona), com també investigadora convidada per la University of California Los Angeles, l'Istituto Universitario di Architettura di Venezia, la National University of Ireland Maynooth i la Università Ca’Foscari.
Juntament amb Mònica Beguer, dirigeix el despatx d’urbanistes Territorisxlm, que ha estat guardonat amb l’accèssit al Premi Catalunya d’Urbanisme els anys 2016 i 2022, atorgat per l'Institut d’Estudis Catalans, i ha estat finalista als European Award for Architectural Heritage Intervention en la categoria de planejament els anys 2021 i 2023. L’any 2023 han rebut, també, la menció especial de la New European Bahuaus, que té per objectiu fomentar els valors de sostenibilitat, estètica i inclusió.
El 2024 exercia la secretaria tècnica del Consell Assessor del Pla de Barris de Barcelona i és membre del Consell Científic de BIT Habitat.